# Senusret I.
Senusret I., znan tudi kot Sesostris I., je bil sin faraona Amenemheta I. in drugi faraon Dvanajste egipčanske dinastije. Vladal je od 1971 pr. n. št. do  1926 pr. n. št. Bil je najmočnejši vlada iz svoje dinastije. Znan je tudi po svojem priimku Heperkare, ki pomeni "Rajeva Ka je ustvarjena".
Nadaljeval je očetovo agresivno ekspanzionistično politiko proti Nubiji in z vojnima pohodoma v 10. in 18. letu svojega vladanja pomaknil južno mejo Egipta do drugega Nilovega katarakta, kjer je namestil vojaško garnizijo in postavil stelo zmage.   Organiziral je tudi odpravo v oaze Zahodne puščave in vzpostavil diplomatske stike z nekaj vladarji sirskih in kanaanskih mestnih držav. S podpiranjem sebi zvestih nomarhov je poskušal centralizirati državne politične strukture. Njegova piramida je bila zgrajena v El Lištu.  Senusret I. je omenjen v romanu Egipčan Sinuhe,  v katerem naj bi se na hitro vrnil s pohoda v Libijo, ko je izvedel za smrt svojega očeta Amenemheta I.

## Družina
Faraonove družinske povezave so dobro znane. Bil je sin Amenemheta I. in kraljice  Neferitatenen. Njegova glavna žena je bila Neferu III., ki je bila hkrati njegova sestra in mati njegovega naslednika Amenemheta II. Med njegovimi znanimi otroci so bili Amenemhet II. in princesi Itakajt in Sebat. Slednja je bila verjetno hčerka Neferu III., ker je skupaj z njo omenjena na enem od napisov.  

## Gradnje
Senusret I. je poslal več odprav v kamnolome na Sinaj in v Vadi Hammamat  in zgradil veliko svetišč in templjev po celem Egiptu in Nubiji. V Heliopolisu je zgradil pomemben Ra-Amonov tempelj, ki je bi središče kulta sonca. Ob tridesetletnici svojega vladanja je v Heliopolisu postavil dva obeliska iz rdečega granita. Eden od njiju še stoji in je najstarejši še stoječi obelisk v Egiptu. Visok je 20,4 m in tehta 120 ton.
Med velike templje, ki jih je dokazano zgradil Senusret I., sodijo Minov tempelj v Koptosu, tempelj boginje Satet na Elefantini, Montujev  tempelj v Armantu in Montujev tempelj v El Todu, v katerem je ohranjen dolg faraonov napis.
Svetišče, znano kot Bela kapela ali Jubilejna kapela, z zelo kakovostnimi prefinjenimi reliefi Senusreta I. je bila zgrajena v Karnaku ob tridesetletnici njegovega vladanja. Kasneje je bila uspešno rekonstruirana s kamnitimi bloki,  ki jih je leta 1926 odkril Henri Chevrier. In ne nazadnje je Senusret I. preoblikoval Hentiamentijev-Ozirisov  tempelj v Abidosu.
- Obelisk Senusreta I. v Heliopolisu
- Senusret I.
- Kamnita utež s senusretovo kartušo
- Bela kapela v Karnaku
- Podnožje granitnega kipa z imenom Senusreta I., Armant, Egipt

## Dvor
Znanih je nekaj ključnih članov dvora Senusreta I. Na začetku njegovega vladanja je bil vezir Intefiker, znan s številnih napisov iz njegove  grobnice ob piramidi Amenemheta I. Zgleda, da je bil na tem položaju dolgo časa. Nasledil ge je vezir z imenom Senusret. Znana sta tudi dva zakladnika: Sobekhotep (22. leto) in Mentuhotep. Slednji je imel veliko grobnico ob faraonovi piramidi. Zgleda, da je bil tudi glavni arhitekt Amonovega templja v Karnaku. Dokazanih je več majordomov. Hor je znan z več stel  in napisov v Vadi El Hudiju, kjer je bil očitno vodja odprave, ki je iskala ametist. Ena od stel je iz devetega leta faraonovega vladanja. Nasledil ga je nek Nahr, dokazan okoli dvanajstega leta Senusretovega vladanja.  Njegova grobnica je v Lištu. Z več stel je znan nek Antef, sin ženske z imenom Zatamun. Ena od stel je iz 24., ena pa iz 25. leta vladanja Senusreta I. Nek drug Antef je bil sin ženske z imenom Zatuser in je bil verjetno tudi faraonov majordom. 

## Nasledstvo
Senusret je bil v 20. letu vladanja Amenemheta I. kronan kot očetov sovladar, proti koncu svojega življenja pa je sam za sovladarja imenoval sina Amenemheta II. Ke je postavitev Vepvavetove stele datirana v 44. leto vladanja Senusreta I. in drugo leto vladanja Amenemheta II, pomeni, da je bil imenovan približno v 43. letu Senusretove vladavine.  Domneva se, da je Senusret I. umrl v 46. letu vladanja,  ker mu Torinski seznam kraljev pripisuje 45 vladarskih let.